# Eine Frau räumt auf
Eine Frau räumt auf (im Original Puerta 7) ist eine argentinische Fernsehserie, die 2019 für Netflix produziert wurde. Sie wurde am 21. Februar 2020 erstmals auf Netflix veröffentlicht.

## Handlung
Die Serie dreht sich um den argentinischen Fußball, genauer gesagt das Verhältnis von Verein und Barra Bravas. Der fiktive Verein Ferroviarios CA verfügt wie alle argentinischen Vereine über eine mafiöse Barra Brava, angeführt von Héctor Lomito Baldini. Als Lomito im Stadion Opfer einer Messerattacke wird, verübt im Auftrag einer konkurrierenden Barra Brava, entscheidet sich Vereinschef Guillermo das Gewaltproblem rund um den Verein anzugehen. Er ernennt daraufhin Diana, die dem Verein über ihren Großvater verbunden ist, zur Sicherheitschefin.

## Besetzung
| Schauspieler     | Rolle                 | Episoden |
| ---------------- | --------------------- | -------- |
| Dolores Fonzi    | Diana                 | 1–       |
| Esteban Lamothe  | Fabian                | 1–       |
| Carlos Belloso   | Héctor Lomito Baldini | 1–       |
| Juan Gil Navarro | Santiago              | 1–       |
| Ignacio Quesada  | Mario                 | 1–7      |
| Antonio Grimau   | Guillermo             | 1–       |